# Schlüter (Familienname)
Schlüter ist ein Familienname.

## Herkunft und Bedeutung
Der Familienname Schlüter gehört zu den Namen, die eng mit dem gesellschaftlichen Stand ihres ersten Trägers verbunden sind. Im mittelniederdeutschen Sprachgebrauch verwurzelt, wurde der Name Schlüter aus dem Wort „sluter = Schließer“ gebildet und bezeichnet das Amt des Gebäude- und Schatzverwalters. Mit der Entstehung der Familiennamen im Mittelalter wurden die Bürger eines Ortes damals oft nach ihren beruflichen Tätigkeiten benannt. Der erste Träger des Namens Schlüter hatte daher die Aufgabe, öffentliche Gebäude, Schlösser und Kellereien sowie deren Schätze zu verwalten. In weiteren Fällen bestand auch eine Verbindung des Namens zum Beruf des Stadttorwächters und des Gefängniswärters, den sogenannten „Schließern“.
Der Name Schlüter ist auf Platz 198 der häufigsten deutschen Familiennamen. Er tritt besonders häufig in Westfalen und in Norddeutschland auf. Neben Schlüter existieren Varianten wie Slüter, Schlütter, Schlüer, Schlieter oder Schließer. Die latinisierte Entsprechung ist Claviger.

## Namensträger

### A
- Achim Schlüter, deutscher Ökonom
- Adolf Schlüter (1890–?), deutscher Maler
- Alexander Schlüter (* 1985), deutscher Sportjournalist
- Alfred Schlüter (1936–2004), deutscher Architekt und Verbandsfunktionär
- Andreas Schlüter (Architekt) (1659–1714), deutscher Bildhauer und Architekt
- Andreas Schlüter (Jurist) (* 1956), deutscher Jurist
- Andreas Schlüter (Schriftsteller) (* 1958), deutscher Schriftsteller
- Andreas Schlüter (Zoologe), Herpetologe
- Ann-Helena Schlüter (* 1976), deutsch-schwedische Pianistin und Komponistin
- Anna Schlüter (1886–1971), deutsche Politikerin (SPD)
- Anne Schlüter (* 1950), deutsche Erziehungswissenschaftlerin und Hochschullehrerin
- Anneke Schlüter (* 1995), deutsche Basketballspielerin
- Anton Schlüter (Unternehmer) (1867–1949), deutscher Unternehmer
- Anton Schlüter junior (1915–1999), deutscher Ingenieur und Unternehmer
- Arnold Schlüter (1802–1889), Mitglied der Frankfurter Nationalversammlung
- Arnulf Schlüter (Astrophysiker) (1922–2011), deutscher Astrophysiker
- Arnulf Schlüter (Ägyptologe) (* 1978), deutscher Ägyptologe
- August Schlüter (Kaufmann) (1811–??), deutscher Kaufmann und Politiker, MdL Lauenburg
- August Schlüter (Politiker) (1825–1908), deutscher Jurist und Politiker
- August Schlüter (Maler) (1858–1928), deutscher Maler

### B
- Barbara Schlüter (* 1948), auch: Barbara Schlüter-Kiske und Barbara Schlüter Kiske, deutsche Unternehmerin, Kommunikationsberaterin und Schriftstellerin
- Bernd Schlüter (* 1969), deutscher Jurist
- Bernhard Schlüter (* 1943), deutscher Jurist und Richter
- Berta Schlüter, deutsche Wasserspringerin

### C
- Carina Schlüter (* 1996), deutsche Fußballtorhüterin
- Carl Schlüter (1846–1884), deutscher Bildhauer
- Cathrin Schlüter (* 1980), deutsche Volleyball-Nationalspielerin
- Christoph Schlüter (Geistlicher) (1614–1690), Pfarrer in Dabrun und Frohburg
- Christoph Schlüter (Schriftsteller) (* 1972), deutscher Erzieher, Zeichner und Autor von Fantasy-Romanen, Kinderbüchern und Jugendliteratur
- Christoph Andreas Schlüter (1668–1743), deutscher Zehntner, Metallurg, Metallhüttenfachmann und Autor
- Christoph Bernhard Schlüter (1801–1884), deutscher Dichter und Philosoph
- Clemens August Schlüter (1835–1906), deutscher Geologe und Paläontologe
- Curt Schlüter (1881–1944), deutscher Naturwissenschaftler und Unternehmer

### D
- Dagmar Schlüter (* vor 1986), deutsche Keltologin
- David Schlüter (1758–1844), deutscher Jurist und Hamburger Bürgermeister (1835–1843)
- Dieter Schlüter (1931–2021), deutscher Ingenieur
- Doris Casse-Schlüter (1942–2022), deutsche Grafikdesignerin und Hochschullehrerin

### E
- Elisabeth Schlüter (1924–1978), deutsche Malerin und Illustratorin
- Elmar Schlüter (* 1976), deutscher Professor für Soziologie an der Justus-Liebig-Universität Gießen
- Erich Schlüter (1903–1977), deutscher Richter und Vertriebenenpolitiker
- Erna Schlüter (1904–1969), deutsche Sängerin (Sopran)
- Ernst Schlüter (1890–1945), deutscher Jurist und Amtsrichter

### F
- Franz Schlüter (1925–2006), deutscher Politiker (CDU)
- Friedrich Schlüter (Zoologe) (1796–1873), deutscher Zoologe
- Friedrich Hermann Schlüter (1851–1919), deutsch-amerikanischer Archivar, Autor und Herausgeber
- Friedrich Wilhelm Schlüter (1803–1860), deutscher Verwaltungsjurist
- Fritz Schlüter (?–1942), deutscher Schriftsteller

### G
- Georg Schlüter (Verwaltungsjurist) (1859–1938), deutscher Verwaltungsjurist
- Georg Christoph Schlüter (um 1750–1824), deutscher Buchdrucker und Verleger
- Georg Robert Schlüter (1850–1931), deutscher Kapitän
- Gerhard Schlüter (1937–1998), deutscher Künstler
- Gerhard Schlüter (Mediziner) (1939–2018), deutscher Toxikologe
- Gisela Schlüter (1914–1995), deutsche Schauspielerin
- Gisela Schlüter (Romanistin) (* 1957), deutsche Romanistin und Hochschullehrerin
- Gottfried Schlüter der Ältere (1567–1637), deutscher Theologe und Superintendent in der Grafschaft Oldenburg
- Gottfried Schlüter (Theologe) (1605–1666), deutscher Theologe und Logiker
- Gustav Schlüter (1837–1903), preußischer Generalleutnant

### H
- Hans Schlüter (Physiker) (1930–2009), deutscher Plasmaphysiker
- Hans Schlüter-Staats (* 1961), deutscher Jurist und Richter
- Harald Schlüter (* 1922), deutscher Opernsänger
- Hein Schlüter (1903–2001), deutscher Autor und Herausgeber
- Heinrich Schlüter (Kaufmann) (1593–1654), deutscher Kaufmann
- Heinrich Schlüter (Astronom) (1815–1844), deutscher Astronom
- Heinrich Schlüter (Politiker, I), deutscher Politiker, MdL Anhalt
- Heinrich Schlüter (Politiker, 1883) (1883–1971), deutscher Politiker (Zentrum, CDU), MdL Nordrhein-Westfalen
- Heinrich Schlüter (Sänger) (1901–nach 1956), deutscher Opernsänger (Bass)
- Heinrich Schlüter (Dirigent) (1917–2012), deutscher Dirigent und Militärmusiker
- Heinrich Ernst Christoph Schlüter (1718–1788), deutscher Buchdrucker
- Heinz Schlüter (Botaniker) (1925–2008), deutscher Botaniker
- Heinz Schlüter (Tischtennisspieler) (* 1948), österreichischer Tischtennisspieler
- Heinz-Peter Schlüter (1949–2015), deutscher Metallhändler
- Helmut Schlüter (1925–1967), deutscher Politiker (SPD)
- Henning Schlüter (Münzmeister) (vor 1625–1672), Herzoglich Braunschweig-Lüneburgischer Münzmeister in Goslar und Zellerfeld
- Henning Schlüter (Schauspieler) (1927–2000), deutscher Schauspieler
- Herbert Schlüter (1906–2004), deutscher Schriftsteller und Übersetzer
- Hermann Schlüter (Archivar) (1851–1919), deutscher Archivar, Autor und Herausgeber
- Hermann Schlüter (Politiker) (1908–1982), deutscher Politiker (CDU) und Kammerfunktionär
- Hermann Kroll-Schlüter (* 1939), deutscher Landwirt und Politiker (CDU), MdB
- Hermann Wilhelm Schlüter (1846–1900), deutscher Buchdrucker, Sammler und Mäzen
- Hilma Schlüter (1878–1956), deutsche Schauspielerin
- Horst Schlüter (Grafiker) (1911–?), deutscher Maler und Grafiker
- Horst Schlüter (Fußballspieler) (* 1929), deutscher Fußballspieler

### J
- Jan-Philippe Schlüter (* 1977), deutscher Journalist
- Jean Mitja Schlüter (* 1986), deutscher Radrennfahrer
- Joachim Schlüter (* 1968), deutscher Komponist für Filmmusik
- Johann Schlüter (1616–1686), deutscher Politiker, siehe Johann Slüter
- Johann Schlüter (Jurist) (1682–1760), deutscher Jurist
- Johann Christian Heinrich Schlüter († 1808), deutscher Architekt
- Johann Christoph Schlüter (1767–1841), deutscher Philologe
- Johann Dietrich Schlüter (1723–1772), deutscher Senatssekretär
- Johann Heinrich Schlüter (1669–1731), deutscher Jurist und Bürgermeister in Berlin
- Johann Vollrad Schlüter († 1761), deutscher Generalmajor
- Johannes Schlüter (1922–2002), deutscher Erziehungswissenschaftler
- Jörg Schlüter, deutscher Hörspielregisseur
- Julius David Schlüter (1828–1900), deutscher Kaufmann
- Jürgen Schlüter (1933) (1933–2020), Generalmajor des Heeres der Bundeswehr
- Jürgen Schlüter (1937) (1937–2017), Generalmajor der Luftwaffe der Bundeswehr

### K
- Karin Schlüter (* 1937), deutsche Dressurreiterin
- Karl Schlüter (Politiker) (1852–1916), deutscher Politiker
- Karl Schlüter (Architekt) (1907–1993), deutscher Architekt
- Karl-Heinz Schlüter (1920–1995), deutscher Pianist
- Klaus Schlüter (Politiker) (* 1939), deutscher Politiker
- Klaus Schlüter (Agrarwissenschaftler) (* 1955), deutscher Phytomediziner
- Klemens Schlüter (1911–1963), deutscher Landrat und Regierungspräsident
- Kurt Schlüter (* 1927), deutscher Anglist

### L
- Lasse Schlüter (* 1992), deutscher Fußballspieler
- Leonhard Schlüter (1921–1981), deutscher Politiker (DRP, FDP)
- Ludwig Schlüter (1880–1951), deutscher Politiker (SPD)
- Ludwig August Schlüter (1797–1881), deutscher Verwaltungsjurist

### M
- Magdalena Schlüter, deutsche Pianistin, siehe Magdalena Galka
- Manfred Schlüter (* 1953), deutscher Autor und Künstler
- Margildis Schlüter (1920–1997), deutsche Klassische Archäologin und Numismatikerin
- Margret Schlüter (* 1952), deutsche Verwaltungsjuristin
- Matthäus Schlüter (1648–1719), deutscher Politiker
- Matthias Schlüter (Maler, 1694) (1694–??), deutscher Maler
- Matthias Schlüter (Maler, 1952) (* 1952), deutscher Maler, Zeichner und Lithograf
- Matthias Schlüter (Schauspieler) (* 1963), deutscher Schauspieler
- Meike Schlüter (* 1971), deutsche Schauspielerin
- Michael Schlüter (Pianist) (1948–2006), deutscher Pianist
- Michael Schlüter (Jurist) (* 1955), deutscher Jurist
- Michael Schlüter (Geochemiker), deutscher Geochemiker
- Michael Schlüter (Ingenieur) (* 1967), deutscher Ingenieur
- Michael Schlüter (Physiker) (* 1971), deutscher Physiker

### N
- Nanny Schlüter (* 1935), deutsche Leichtathletin

### O
- Otto Schlüter (Geograph) (1872–1959), deutscher Siedlungsgeograph
- Otto Schlüter (Waffenhändler) (* 1920), deutscher Waffenhändler

### P
- Paul Schlüter (1929–2014), deutscher Künstler
- Philipp M. Schlüter (* 1978), österreichischer Biologe und Hochschullehrer in Hohenheim
- Poul Schlüter (1929–2021), dänischer Politiker
- Peter Schlüter (* 1949/1950), deutscher Mediziner, Abrechnungsexperte und Autor

### R
- Reinhard Schlüter (1821–1890), deutscher Jurist und Politiker, MdR
- Richard Schlüter (* 1943), deutscher römisch-katholischer Theologe
- Robert Schlüter (1892–1980), deutscher Militär
- Rudolf Schlüter (1912–?), deutscher Unternehmer
- Ruth Zürcher-Schlüter (1913–2010), Schweizer Kostümbildnerin, Textilkünstlerin und Hinterglasmalerin

### S
- Severin Schlüter (1571–1648), deutscher Lehrer und Theologe
- Stefan Schlüter (* 1952), deutscher Diplomat

### T
- Theo Schlüter (Architekt) (1931–2010), deutscher Architekt
- Theo Schlüter (Journalist) (* 1949/1950), deutscher Journalist
- Theo Schlüter-Kaarst (Mitte 20. Jh.), deutscher Maler
- Theodor Schlüter (1929–2015), deutscher Historiker und Schulgründer
- Thomas Schlüter (* 1949), deutscher Geologe
- Thomas Schlüter (Fußballspieler) (* 1972), deutscher Fußballspieler
- Tim Schlüter (* 1970), deutscher Fernsehmoderator, Reporter und Autor
- Tom Schlüter (* 1963), deutscher Pianist, Komponist und Musikproduzent
- Torsten Schlüter (* 1959), deutscher Maler und Grafiker

### V
- Veronika Schlüter-Stoll (1924–2002), deutsche Bildhauerin

### W
- Walter Schlüter (Landrat) (1909–1977), deutscher Verwaltungsjurist
- Walter Schlüter (Rennfahrer) (1911–1977), deutscher Automobilrennfahrer
- Walter Schlüter (Politiker) (1921–1989), deutscher Politiker (SPD)
- Werner Schlüter (* 1942), deutscher Unternehmer und Erfinder
- Wilfried Schlüter (* 1935), deutscher Rechtswissenschaftler und Hochschullehrer
- Wilhelm Schlüter (Archivar, 1759) (1759–1809), deutscher Senatssekretär und Archivar (Hamburg)
- Wilhelm Schlüter (Naturalienhändler) (1828–1919), deutscher Naturalienhändler und Naturforscher
- Wilhelm Schlüter (Politiker, 1844) (1844–1930), deutscher Arzt und Politiker (Gütersloh)
- Wilhelm Schlüter (Politiker, 1871) (1871–1930), deutscher Politiker (SPD), MdR
- Wilhelm Schlüter (Politiker, 1900) (1900–1976), deutscher Politiker (SPD, Niedersachsen)
- Wilhelm Schlüter (Politiker, 1912) (1912–1993), deutscher Pädagoge und Politiker (SPD, NRW)
- Willi Schlüter (Schriftsteller) (1899–1988), deutscher Schriftsteller und Stenograf
- Willi Schlüter (Schauspieler) (* 1949), deutscher Schauspieler, Theatergründer und Regisseur
- Willy Schlüter (Sammler) (1866–1938), deutscher Sammler und Unternehmer
- Willy Schlüter (1873–1935), deutscher Autor und Redner
- Wolfgang Schlüter (Germanist) (1848–1919), deutscher Germanist
- Wolfgang Schlüter (Musiker) (1933–2018), deutscher Jazzmusiker
- Wolfgang Schlüter (Archäologe) (* 1937), deutscher Prähistoriker und Provinzialrömischer Archäologe
- Wolfgang Schlüter (Maler) (1942–2019), deutscher Maler und Schmuckgestalter
- Wolfgang Schlüter (Anthropologe) (1943–2021), deutscher Anthropologe, Philosoph und Hochschullehrer
- Wolfgang Schlüter (Autor) (* 1948), deutscher Schriftsteller und Übersetzer

## Fiktive Figuren
- Johannes Schlüter, Kunstfigur des Satiremagazins Extra 3